# 恋☆カナ
「恋☆カナ」（こいカナ）は、月島きらり starring 久住小春 (モーニング娘。)の1枚目のシングル。2006年7月12日にアップフロントワークス（zetimaレーベル）から発売された。

## 概要
- 2006年4月より放送開始したテレビアニメ『きらりん☆レボリューション』の初代オープニングテーマ（第1話 - 第26話）でもあるこの曲は、「月島きらり starring 久住小春（モーニング娘。）」名義だが、久住小春の事実上のソロデビューシングルとして発売された。
- 初回生産限定盤には封入特典としてちゃお特別編集スペシャルブック「恋カナ☆レボリューション」が付いてくる。また、通常盤の初回特典にはデカラベル・ステッカーが付いてくる。
- 発売当初の出荷枚数が少なかったために売り切れが続出し、初動売上に少なからず影響したと言われている[1][出典無効]。

## 収録曲
1. 恋☆カナ
（作詞：古屋真 作曲：織田哲郎 編曲：家原正樹）
2. SUGAO-flavor
（作詞：michito 作曲：織田哲郎 編曲：後藤康二）
3. 恋☆カナ (Instrumental)
4. SUGAO-flavor (Instrumental)

## 参加ミュージシャン
- 河合夕子 - コーラス(1,2)
- 家原正樹 - ギター(1)、その他全楽器(1)
- 後藤康二 - ギター(2)、その他全楽器(2)

## カバー
- Laura Vanamo - シングル「Se tunne」（2009年3月25日発売）にフィンランド語カバーバージョンが「Se tunne」（あの気持ち）の曲名で収録[2]。カップリング曲は彼女による日本語バージョンで、こちらは若い女性向け商品を扱うフィンランドの会社 Europehouse のTVコマーシャルに使用された。